# Yahoo! Mail

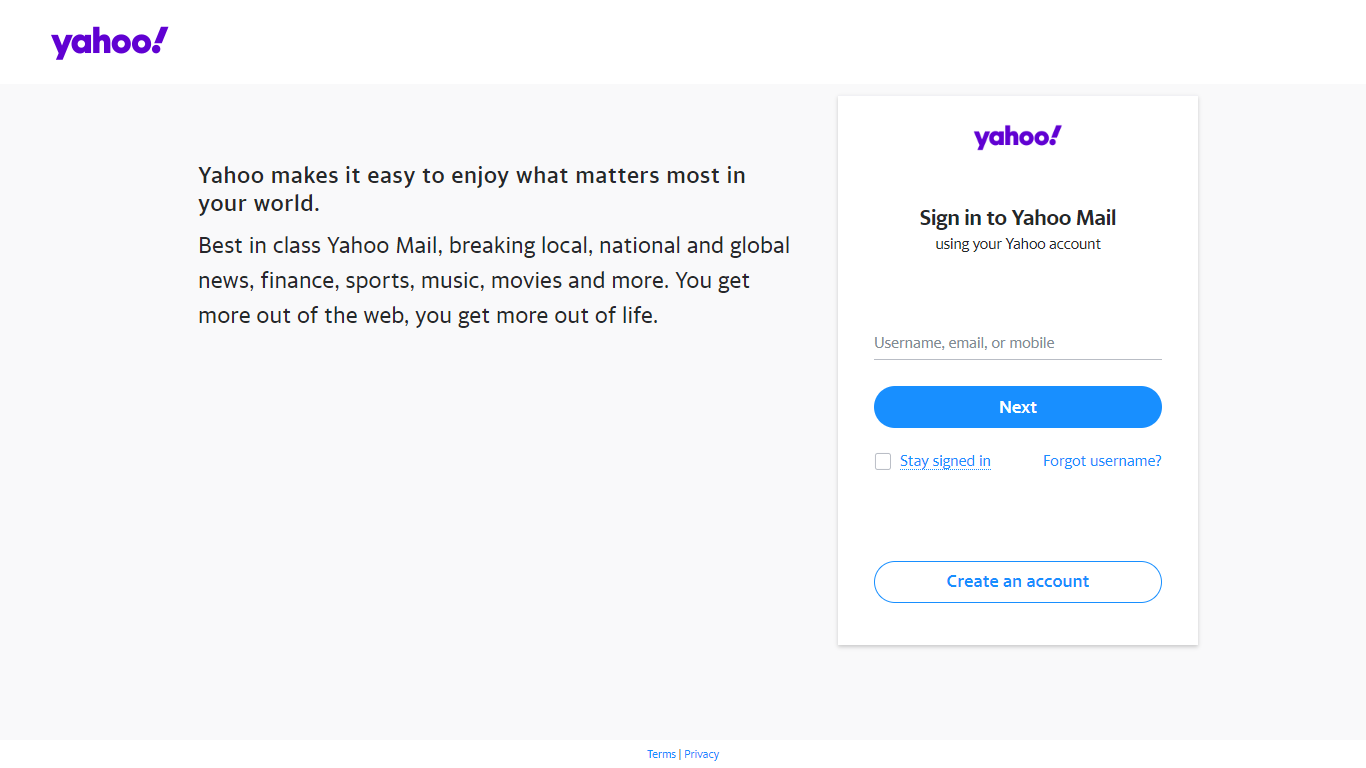

Yahoo! Mail est une messagerie web gratuite créée en 1997, offerte par l'entreprise américaine Yahoo!. Il s'agit d'une application Web permettant de communiquer par courriers électroniques.
Outre la gestion de courriels, Yahoo! propose un carnet d'adresses, un calendrier et un bloc-notes. Yahoo! Mail est donc aussi un organiseur en ligne.